# Віреон золотистий
Віреон золотистий (Vireo hypochryseus) — вид горобцеподібних птахів родини віреонових (Vireonidae).

## Поширення
Ендемік Мексики. Поширений по всій тропічній західній частині країни, включаючи острови Трес-Маріас. Його середовище проживання — сухі ліси, савани та сухі, тропічні та субтропічні чагарники.

## Підвиди
Включає три підвиди:
- Vireo hypochryseus nitidus van Rossem, 1934 — північно-західна Мексика.
- Vireo hypochryseus hypochryseus P.L. Sclater, 1863 — західна Мексика.
- Vireo hypochryseus sordidus Nelson, 1898 — острів Трес-Маріас.